# Antiche unità di misura del circondario di Acqui
Sono qui riportate le conversioni tra le antiche unità di misura in uso nel circondario di Acqui e il sistema metrico decimale, così come stabilite ufficialmente nel 1877.
Nonostante l'apparente precisione nelle tavole, in molti casi è necessario considerare che i campioni utilizzati (anche per le tavole di epoca napoleonica) erano di fattura approssimativa o discordanti tra loro.

## Misure di lunghezza
| Comuni | Denominazione          | Valore   | Unità |
| --- | ---------------------- | -------- | ----- |
| Tutti i comuni | Tesa di Monferrato     | 1,675000 | m     |
| Tutti i comuni | Piede manuale          | 0,335000 | m     |
| Tutti i comuni | Braccio lungo          | 0,670000 | m     |
| Tutti i comuni | Braccio corto          | 0,526000 | m     |
| Molare e Mandamenti di Acqui e Mombaruzzo, eccettuati i comuni di Strevi, Bruno, Mombaruzzo, Carentino, Fontanile         | Trabucco di Acqui      | 3,006000 | m     |
| Strevi, Fontanile | Trabucco di Monferrato | 2,904126 | m     |
| Carpeneto, Cremolino | Trabucco               | 2,898000 | m     |
| Trisobbio | Trabucco               | 2,868000 | m     |
| Mombaruzzo, Carentino, Nizza Monferrato, Castel Boglione e Rocchetta Palafea                                              | Trabucco di Nizza      | 2,916692 | m     |
| Rocca Grimalda | Trabucco               | 2,850000 | m     |
| Bruno | Trabucco d'Alessandria | 2,861370 | m     |
| Ricaldone | Piede                  | 0,481000 | m     |
| Montaldo Bormida | Trabucco               | 2,946000 | m     |
| Roccaverano | Trabucco               | 2,955691 | m     |
| Denice, Cassinasco, Cessole, Incisa, Loazzolo, Morsasco, Olmo, Ponzone, Vaglio Serra, S. Giorgio Scarampi, Vesime, Serole | Trabucco di Piemonte   | 3,086420 | m     |
| Denice, Cassinasco, Cessole, Incisa, Loazzolo, Morsasco, Olmo, Ponzone, Vaglio Serra, S. Giorgio Scarampi, Vesime, Serole | Raso                   | 0,600137 | m     |
| Denice, Cassinasco, Cessole, Incisa, Loazzolo, Morsasco, Olmo, Ponzone, Vaglio Serra, S. Giorgio Scarampi, Vesime, Serole | Tesa                   | 1,714678 | m     |

La tesa di Monferrato si divide in 5 piedi manuali, il piede manuale in 8 once.
Il braccio lungo è misura per i panni e le tele, il braccio corto per le stoffe di seta. Si dividono in metà, terzi, quarti, ecc.
Il trabucco in genere è misura che serve di base alle misure di superficie e di volume, e si divide in 6 piedi, il piede in 12 once, l'oncia in 12 punti, il punto in 12 atomi.
Il trabucco d'Acqui è usato talora anche in altri comuni del circondario oltre quelli sopra indicati.
Il piede di Ricaldone, sesta parto del trabucco locale, serve pure di base alle misure agrarie, ed il suo ragguaglio fu sempre finora ritenuto in tutte le operazioni nella cifra sopra indicata, riconosciuta nel l846 dall'ingegnere provinciale Brignone.
Nel comune di Bruno si usava anche anticamente un trabucco locale menzionato nei vecchi registri di cadastro, ma di esso trabucco dai documenti che restano non si può dedurre con qualche precisione il valore.
Il raso di Piemonte misura mercantile usata in Denice, Cassinasco, ed altri comuni sopraindicati, si divide in metà, terzi, quarti, ecc. Il raso era pure usato in Nizza Monferrato ed in Castel Boglione.
La tesa di 40 Once del piede piemontese si divide in 5 piedi manuali, di 8 once ciascuno.
Nei suddetti comuni di Denice, Cassinasco, ecc. sono esclusivamente usate le misuro lineari e superficiali e di volume piemontesi; in alcuni altri comuni dei circondario le stesse misure piemontesi erano un tal poco usate promiscuamente alle locali.
Nei comuni di Cassinelle, Giusvalla, Rocragrimalda. Lodisio, Piana, Cagna, Mioglia, Montaldo, Carpeneto e Dego si usavano pure per la misura dei panni e della tele il braccio lungo e il braccio corto di Ovada, il primo eguale a millimetri 792, il secondo a millimetri 756; l'uno e l'altro divisi in 3 Palmi.
In diversi comuni il braccio lungo di Ovada serviva pure per la misura dei legnami e delle pietre da taglio.

## Misure di superficie
| Comuni | Denominazione             | Valore    | Unità |
| --- | ------------------------- | --------- | ----- |
| Tutti i comuni | Trabucco quadrato d'Acqui | 9,036036  | m²    |
| Tutti i comuni | Tavola d'Acqui            | 36,1441   | m²    |
| Tutti i comuni | Staro                     | 1012,04   | m²    |
| Strevi, Fontanile | Moggio                    | 3238,64   | m²    |
| Strevi, Fontanile | Staro                     | 404,8296  | m²    |
| Rocca Grimaldi | Staro                     | 779,7600  | m²    |
| Carpeneto | Staro                     | 403,1234  | m²    |
| Cremolino | Staro                     | 940,6212  | m²    |
| Bubbio | Staro                     | 433,7297  | m²    |
| Trisobbio | Staro                     | 394,8204  | m²    |
| Nizza Monferrato, Mombaruzzo, Castel Boglione, Rocchetta Palafea                                                                 | Staro                     | 408,3405  | m²    |
| Montaldo Bormida | Staro                     | 416,5880  | m²    |
| Bruno | Staro                     | 392,9970  | m²    |
| Cassinasco, Cessole, Incisa, Loazzolo, Morsasco, Olmo, Ponzone, Roccaverano, S. Giorgio Scarampi, Vaglio, Vesime, Denice, Serole | Giornata di Piemonte      | 3810,3948 | m²    |
| Cassinasco, Cessole, Incisa, Loazzolo, Morsasco, Olmo, Ponzone, Roccaverano, S. Giorgio Scarampi, Vaglio, Vesime, Denice, Serole | Tavola                    | 38,103948 | m²    |

Lo staro d'Acqui, misura agraria, si divide in 28 tavole; la tavola in 4 trabucchi quadrati.
Il trabucco quadrato si divide in 6 piedi di trabucco quadrato, il piede in 12 once, l'oncia in 12 punti, il punto in 12 atomi di trabucco quadrato.
Quando il trabucco quadrato di Acqui si adopera per misurare le tavole di legno, prende il nome di cannella.
Il moggio di Monferrato usato in Strevi e Fontanile è di 96 tavole e si divide in 8 stari, lo staro in 12 tavole.
Lo staro di RoccaGrimalda si divide in 24 tavole.
Lo staro di Cremolino si divide in 28 tavole e quello di Carpeneto, come quello di Trisobbio, si dividono in 12 tavole locali.
Lo staro di Dubbio è di 12 tavole d'Acqui.
Lo staro di Nizza Monferrato e quello di Montaldo si dividono in 12 tavole. La tavola in 12 piedi di tavola. Otto stari fanno un moggio.
Lo staro di Bruno, di 12 Tavole, è lo staro piccolo di Alessandria. Otto staia fanno il moggio piccolo.
La giornata di Piemonte usata in Cassinasco ed altri comuni si divide in 100 tavole. Usavasi talora denominare staio una misura di 12 tavole.
Nel comune di Ricaldone lo staio, misura agraria, solevasi ritenere come corrispondente a quattro are, nessun conto fatto della piccola differenza in meno che vi sarebbe, ritenuta la base lineare del piede locale eguale a millimetri 481; lo staio su questa base dovrebbe corrispondere ad are 3,997918.
Nel comune di Orsara Bormida si usava uno staio diviso in 12 tavole, ciascuna delle quali era forse eguale alla tavola di Monferrato.
Nel comune di Rivalta Bormida usavasi in antico una misura agraria propria, la quale probabilmente non era che una alterazione della misura di Monferrato. Però nel cadastro fattosi nel 1786 si usarono le misure piemontesi, le quali perciò vennero in uso preferibilmente ad ogni altra.
Nel comune di Morsasco 24 tavole piemontesi (quali erano anteriormente al 1818) formavano uno staro, e 4 stara facevano un moggio. Il trabucco quadrato piemontese, come misura del legname, prendeva nome di cannella, e dividevasi in 144 palmi, il palmo in 12 once.

## Misure di volume
| Comuni | Denominazione               | Valore    | Unità |
| --- | --------------------------- | --------- | ----- |
| Tutti i comuni | Trabucco cubo d'Acqui       | 27162,324 | L     |
| Tutti i comuni | Piede cubo                  | 123,751   | L     |
| Strevi | Trabucco cubo di Monferrato | 24495,255 | L     |
| Nizza Monferrato, Castel Boglione, Rocchetta, Palafea                                                             | Trabucco cubo di Nizza      | 24812,573 | L     |
| Montaldo Bormida                                                                                                  | Trabucco cubo               | 25568,087 | L     |
| Bruno | Trabucco cubo d'Alessandria | 23427,290 | L     |
| Cassinasco, Cessole, Incisa, Loazzolo, Morsasco, Ponzone, Olmo, Roccaverano, San Giorgio Scarampi, Vaglio, Vesime | Trabucco cubo di Piemonte   | 29401,194 | L     |
| Cassinasco, Cessole, Incisa, Loazzolo, Morsasco, Ponzone, Olmo, Roccaverano, San Giorgio Scarampi, Vaglio, Vesime | Tesa cuba                   | 504,1357  | L     |

Il trabucco cubo è di 216 piedi cubi; il piede cubo di 1728 once cube.
Il trabucco cubo si divide in 6 piedi di trabucco cubo, il piede in 12 once, l'oncia in 12 punti, il punto in 12 atomi di trabucco cubo.
Il piede cubo si divide in 12 once di piede cubo, l'oncia in 12 punti, il punto in 12 atomi di piede cubo.
La tesa cuba di 125 piedi manuali cubi si divide in 5 piedi di tesa cuba, il piede in 8 once di tesa cuba.
Nel comune di Morsasco per la misura dello pietre si usava una cannella rappresentata da un parallelepipedo avente un trabucco piemontese quadrato per base ed un piede di altezza. Lo stesso volume quando si usa per i muri prende il nome di trabucco camerale.
La salmata per il concime si ragguaglia al peso di 12 Rubbi.

## Misure di capacità per gli aridi
| Comuni                    | Denominazione | Valore   | Unità |
| ------------------------- | ------------- | -------- | ----- |
| Tutti i comuni            | Sacco d'Acqui | 129,3064 | L     |
| Rocca Grimalda, Carpeneto | Mina d'Ovada  | 122,5010 | L     |
| Montechiaro d'Acqui       | Staro         | 16,98217 | L     |

Il sacco d'Acqui si divide in 8 staia, lo staio in 16 coppi, il coppo in 24 cucchiai. In alcuni comuni lo Staio di Acqui prende nome di starolo, ed allora dividesi in 8 coppi.
La mina di Ovada si divide in 4 staia; questa mina era da ultimo poco usata, essendo invalso il sistema della vendita dei cereali a peso.
Lo staro di Montechiaro si divide in 2 staroli, lo starolo in 5 coppi, il coppo in 24 cucchiai. Otto stari fanno un sacco.
Nel comune di Montechiaro si usava egualmente la misura locale come quella dì Monferrato.
Nel mandamento di Carpeneto usavasi per la vendita dei grani lo staio di Monferrato, non che una mina della capacità di litri 118,388, che si divideva in 4 starioni.
Nel comune di Carpeneto però si usava lo staio alessandrino di litri 17,77155.
Nel comune di Serole usavasi il sacco di Piemonte.

## Misure di capacità per i liquidi
| Comuni                                | Denominazione  | Valore    | Unità |
| ------------------------------------- | -------------- | --------- | ----- |
| Tutti i comuni                        | Brenta d'Acqui | 74,600000 | L     |
| Tutti i comuni                        | Libbra d'olio  | 0,361700  | L     |
| Rocca Grimalda, Carpeneto, Cassinelle | Barile d'Ovada | 56,0850   | L     |
| Merana, Serole                        | Barile         | 40,6725   | L     |

La brenta d'Acqui si adoperava per le misuro del vino.
La vendita al minuto dell'olio si faceva con misure capaci di quantità d'olio dei rispettivi pesi di una Libbra, sei once, tre once, due once, mezz'oncia di Monferrato, chiamata libbra d'olio, mezza libbra, ecc.
Il barile di Ovada, detto anche terzaruolo, si divide in 50 boccali, il boccale od amola in 2 Mezze.
Il barile di Ovada si usava pure per il vino nel comune di Morsasco, ma ivi si divideva in 65 boccali, e il boccale in 2 mezze.
Il barile di Merana e Serole si divide in 5 rubbi, il rubbo in 5 pinte. Due barili fanno uno staro.
Lo staro di vino di Merana e Serole si usava pure nel mandamento di Carpeneto.
Nel comune di Carpeneto si usava pure un barile di 50 boccali eguale a litri 54,6, e questo barile che si usava pure in Trisobbio, vi prendeva nome di brenta.
Nei comuni del mandamento di Nizza Monferrato si usava per il vino anche la brenta di Monferrato, eguale a litri 73,2105.

## Pesi
| Comuni                                                                                                  | Denominazione       | Valore   | Unità |
| --- | ------------------- | -------- | ----- |
| Tutti i comuni                                                                                          | Rubbo di Monferrato | 8,134500 | kg    |
| Tutti i comuni                                                                                          | Libbra              | 325,380  | g     |
| Cassinasco, Cessole, Incisa, Loazzolo, Olmo, Roccaverano, Ponzone, San Giorgio Scarampi, Vaglio, Vesime | Rubbo di Piemonte   | 9,221995 | kg    |
| Cassinasco, Cessole, Incisa, Loazzolo, Olmo, Roccaverano, Ponzone, San Giorgio Scarampi, Vaglio, Vesime | Libbra              | 368,880  | g     |
| Carpeneto, Rocca Grimalda                                                                               | Libbra              | 316,750  | g     |

Il rubbo si divide in 25 libbre, la libbra in 12 once, l'oncia in 8 ottavi, l'ottavo in 3 denari, il denaro in 24 grani, il grano in 24 granotti.
Per gli usi medicinali usavasi la libbra farmaceutica piemontese.
La libbra usata in Carpeneto e Roccagrimalda è la libbra di peso sottile di Genova, e si divide in 12 once, l'oncia in 8 ottavi, l'ottavo in 3 denari, il denaro in 24 grani. Questa libbra è adoperata così per gli usi ordinari come per i medicinali; se non che all'ottavo d'oncia ed al denaro i farmacisti danno rispettivamente i nomi di dramma e scrupolo. 25 libbre fanno un rubbo, 6 rubbi fanno un cantaio. La centesima parte del cantaio, ossia il peso di una libbra o mezza, dicesi rotolo.

## Territorio
Nel 1874 nel circondario di Acqui erano presenti 62 comuni divisi in 12 mandamenti.
- Acqui • Acqui, Alice Bel Colle, Castelrochero, Melazzo, Ricaldone, Strevi, Terzo
- Bistagno • Bistagno, Castelletto d'Erro, Montabone, Ponti, Rocchetta Palafea, Sessame
- Bubbio • Bubbio, Cassinasco, Cessole, Loazzolo, Monastero Bormida, Vesime
- Carpeneto • Carpeneto, Montaldo Bormida, Roccagrimalda, Trisobbio
- Incisa Belbo • Bergamasco, Castelnuovo Belbo, Cortiglione, Incisa Belbo
- Molare • Cassinelle, Cremolino, Molare, Prasco
- Mombaruzzo • Bruno, Carentino, Castelletto Melina, Fontanile, Maranzana, Mombaruzzo, Quaranti
- Nizza Monferrato • Calamandrana, Castel Boglione, Nizza Monferrato, Vaglio Serra
- Ponzone • Cartosio, Cavatore, Grognardo, Morbello, Ponzone
- Rivalta Bormida • Castelnuovo Bormida, Morzasco, Orsara Bormida, Rivalta Bormida, Visone
- Roccaverano • Denice, Mombaldone, Olmo Gentile, Roccaverano, San Giorgio Scarampi
- Spigno Monferrato • Malvicino, Merana, Montechiaro d'Acqui, Serole, Spigno Monferrato